# كادشمان تورغو
كادشمان تورغو هو ملك بابلي والملك ال24 لسلالة بابل الثالثة الكيشية، خلف الحكم من والده نازي ماروتاش وخلفه في الحكم إبنه كادشمان إنليل الثاني، وحكم من سنة 1281 إلى 1264 ق م، لقب نفسه بملك العالم، وكانت تربطه علاقات جيدة مع ملك الحيثيين هاتوسيلي الثالث وكذلك مع ملك مصر رمسيس الثاني.